# Liparetrus lissapterus
Liparetrus lissapterus är en skalbaggsart som beskrevs av Lea 1917. Liparetrus lissapterus ingår i släktet Liparetrus och familjen Melolonthidae. Inga underarter finns listade i Catalogue of Life.